# Sandia (Texas)
Sandia é uma Região censo-designada localizada no estado norte-americano do Texas, no Condado de Jim Wells.

## Demografia
Segundo o censo norte-americano de 2000, a sua população era de 431 habitantes.

## Geografia
De acordo com o United States Census Bureau tem uma área de
2,5 km², dos quais 2,5 km² cobertos por terra e 0,0 km² cobertos por água. Sandia localiza-se a aproximadamente 48 m acima do nível do mar.

## Localidades na vizinhança
O diagrama seguinte representa as localidades num raio de 12 km ao redor de Sandia.